# هت سبرينغز (مونتانا)
هت سبرينغز (بالإنجليزية: Hot Springs, Montana)‏ هي بلدة تقع في مقاطعة سانديرز، مونتانا بولاية مونتانا في الولايات المتحدة. تبلغ مساحتها 0.98 (كم²)، وترتفع عن سطح البحر 866 م، بلغ عدد سكانها 544 نسمة في عام 2010 حسب إحصاء مكتب تعداد الولايات المتحدة وتصل الكثافة السكانية فيها 552.7 نسمة/كم2.

## التركيبة السكانية
قام مكتب تعداد الولايات المتحدة بتحديد بيانات التركيبة السكانية لهت سبرينغز في تعداد الولايات المتحدة. في ما يلي، التركيبة السكانية حسب تعدادي 2000 و2010.

### تعداد عام 2000
بلغ عدد سكان هت سبرينغز 531 نسمة بحسب تعداد عام 2000، وبلغ عدد الأسر 280 أسرة وعدد العائلات 126 عائلة مقيمة في البلدة. في حين سجلت الكثافة السكانية 1,739.1 نسمة لكل ميل مربع (671.5/كم2). وبلغ عدد الوحدات السكنية 385 وحدة بمتوسط كثافة قدره 1,260.9 نسمة لكل ميل مربع (486.8/كم2).
وتوزع التركيب العرقي للبلدة بنسبة 84.93% من البيض و 9.98% من الأمريكيين الأصليين و 0.19% من الأمريكيين ذوي الأصول الآسيوية و 0.19% من الأمريكيين الأفارقة و 3.58% من عرقين مختلطين أو أكثر.
بلغ عدد الأسر 280 أسرة كانت نسبة 16.4% منها لديها أطفال تحت سن الثامنة عشر تعيش معهم، وبلغت نسبة الأزواج القاطنين مع بعضهم البعض 33.6% من أصل المجموع الكلي للأسر، ونسبة 8.9% من الأسر كان لديها معيلات من الإناث دون وجود شريك، وكانت نسبة 55.0% من غير العائلات. تألفت نسبة 50.7% من أصل جميع الأسر من أفراد ونسبة 23.6% كانوا يعيش معهم شخص وحيد يبلغ من العمر 65 عاماً فما فوق. وبلغ متوسط حجم الأسرة المعيشية 2.64، أما متوسط حجم العائلات فبلغ 1.81.
بلغ العمر الوسطي للسكان 50 عاماً. وكانت نسبة 18.3% من القاطنين تحت سن الثامنة عشر، وكانت نسبة 2.4% بين الثامنة عشر والأربعة وعشرون عاماً، ونسبة 21.8% كانت واقعةً في الفئة العمرية ما بين الخامسة والعشرون حتى والأربعة وأربعون عاماً، ونسبة 29.2% كانت ما بين الخامسة والأربعون حتى الرابعة والستون، ونسبة 28.2% كانت ضمن فئة الخامسة والستون عاماً فما فوق. يوجد لكل 100 أنثى 87.0 ذكر، ويوجد لكل 100 أنثى في الثامنة عشر من عمرها فما فوق 84.7 ذكر.
بلغ متوسط دخل الأسرة في البلدة 12,663 دولار، أما متوسط دخل العائلة فبلغ 21,786 دولار. وكان متوسط دخل الذكور 26,250 دولار مقابل 13,750 دولار للإناث. وسجل دخل الفرد الخاص بالبلدة 12,690 دولار. وكانت نسبة 33.3% من العائلات ونسبة 38.2% من السكان تحت خط الفقر، وكان من هؤلاء نسبة 50.8% تحت سن الثامنة عشر ونسبة 20.2% في الخامسة والستين من العمر وما فوق.

### تعداد عام 2010
بلغ عدد سكان هت سبرينغز 544 نسمة بحسب تعداد عام 2010، وبلغ عدد الأسر 297 أسرة وعدد العائلات 108 عائلة مقيمة في البلدة. في حين سجلت الكثافة السكانية 1,431.6 نسمة لكل ميل مربع (552.7/كم2). وبلغ عدد الوحدات السكنية 392 وحدة بمتوسط كثافة قدره 1,031.6 لكل ميل مربع (398.3/كم2).
وتوزع التركيب العرقي للبلدة بنسبة 77.8% من البيض و 9.9% من الأمريكيين الأصليين و 0.2% من الأمريكيين ذوي الأصول الآسيوية و 0.6% من الأمريكيين الأفارقة و 9.9% من عرقين مختلطين أو أكثر.
بلغ عدد الأسر 297 أسرة كانت نسبة 17.8% منها لديها أطفال تحت سن الثامنة عشر تعيش معهم، وبلغت نسبة الأزواج القاطنين مع بعضهم البعض 22.2% من أصل المجموع الكلي للأسر، ونسبة 10.1% من الأسر كان لديها معيلات من الإناث دون وجود شريك، بينما كانت نسبة 4.0% من الأسر لديها معيلون من الذكور دون وجود شريكة وكانت نسبة 63.6% من غير العائلات. تألفت نسبة 55.9% من أصل جميع الأسر من أفراد ونسبة 23.2% كانوا يعيش معهم شخص وحيد يبلغ من العمر 65 عاماً فما فوق. وبلغ متوسط حجم الأسرة المعيشية 2.64، أما متوسط حجم العائلات فبلغ 1.72.
بلغ العمر الوسطي للسكان 54 عاماً. وكانت نسبة 15.8% من القاطنين تحت سن الثامنة عشر، وكانت نسبة 5.6% بين الثامنة عشر والأربعة وعشرون عاماً، ونسبة 14.7% كانت واقعةً في الفئة العمرية ما بين الخامسة والعشرون حتى والأربعة وأربعون عاماً، ونسبة 37% كانت ما بين الخامسة والأربعون حتى الرابعة والستون، ونسبة 26.8% كانت ضمن فئة الخامسة والستون عاماً فما فوق. وتوزع التركيب الجنسي للسكان بنسبة 47.2% ذكور و52.8% إناث.

## وصلات خارجية
- The US50 - Cities and Towns in Montana State
- Montana Cities and Towns, Facts, Map, Flag, Colleges, Government, and More